# La Conquête de Clichy
Pour plus de détails, voir Fiche technique et Distribution.
La Conquête de Clichy est un documentaire français réalisé par Christophe Otzenberger et sorti en 1994.

## Synopsis
Le film relate la campagne de Didier Schuller lors des élections cantonales de 1994 à Clichy (Hauts-de-Seine). 

## Fiche technique
- Réalisation : Christophe Otzenberger
- Date de sortie : 12 avril 1995 au cinéma l'Entrepôt[1],[2].

## Contexte
Christophe Otzenberger tourne le film quelques mois avant que n'éclate l'affaire Schuller-Maréchal. À la suite de cette affaire, Didier Schuller et sa compagne Christelle Delaval ont fui la France.